# マテュー・デプラーニュ
マテュー・デプラーニュ（Mathieu Deplagne、1991年10月1日 - ）は、フランス出身の元プロサッカー選手。現役時代のポジションはDF。

## クラブ経歴
モンペリエHSCのアカデミーで育成され、2012年1月にトップチームデビュー。2013年1月23日、クープ・ドゥ・フランスのFCソショー＝モンベリアル戦でプロ初ゴールを決めた。
2017年6月、トロワACと3年契約を結んだ。
2018年12月、メジャーリーグサッカーのFCシンシナティと契約を結んだ。
2021年4月8日、サンアントニオFCに移籍した。

## タイトル

### クラブ
モンペリエHSC
- リーグ・アン: 2011-12